# Nathanael Sendel
Nathanael Sendel (* 1686 in Elbing, heute Elbląg, Polen; † 1757 ebenda) war ein deutscher Arzt und Naturforscher, der sich insbesondere um die Bernsteinforschung verdient gemacht hat.

## Leben und Werk
Aufgewachsen ist Nathanael Sendel in Elbing. Er besuchte Gymnasien in Elbing und Danzig (heute Gdańsk). Ab 1709 studierte er an der Universität Wittenberg Medizin. Seinen Abschluss machte Sendel an der Universität Halle; hier erwarb er auch seinen medizinischen Doktorgrad. 1713 kehrte er in seine Geburtsstadt zurück, wo er als Arzt praktizierte; ab 1716 als Stadtphysikus von Elbing. Dort wurde er aktives Mitglied der 1721 gegründeten Literarischen Gesellschaft.

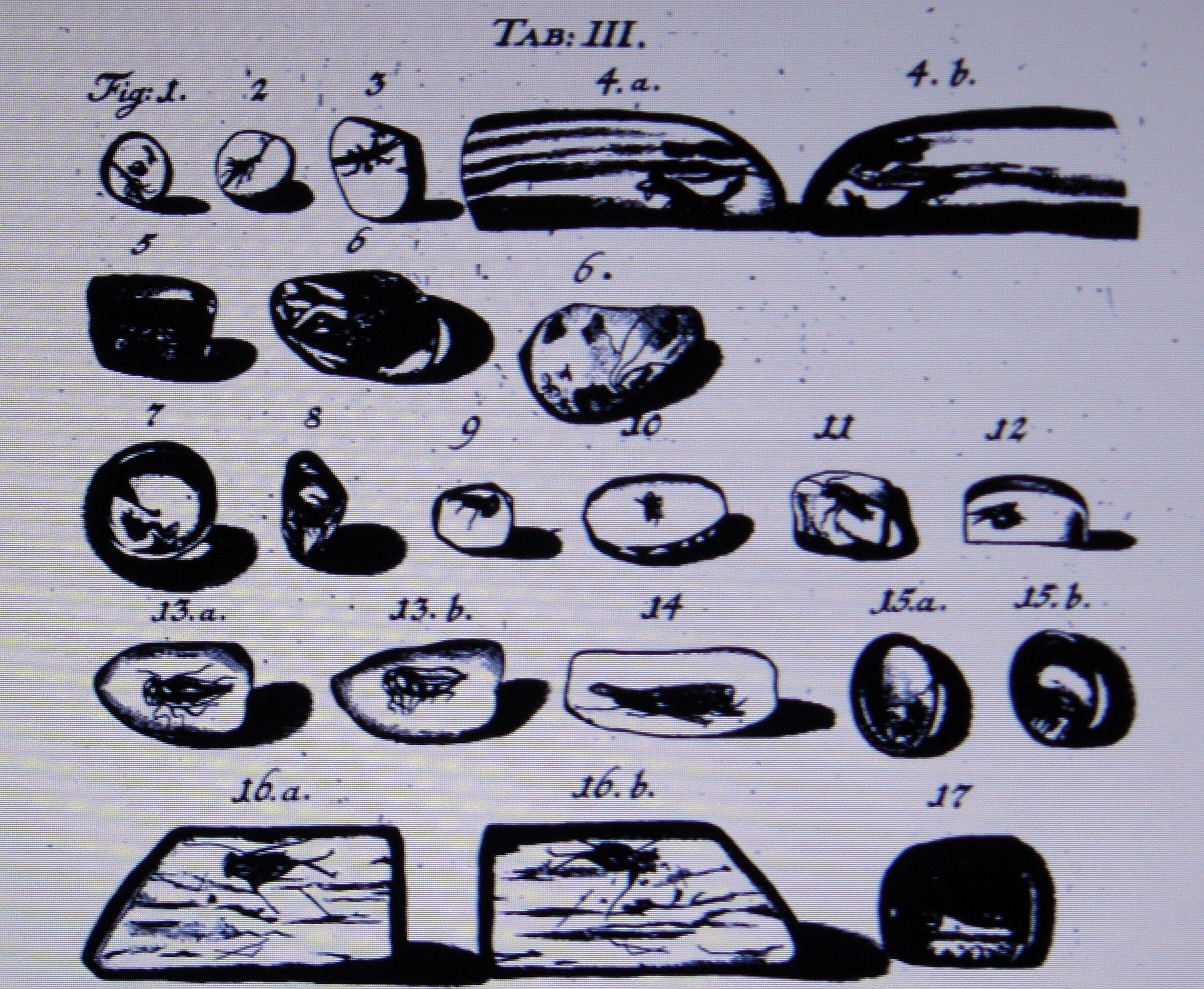
Bernstein mit organischen Einschlüssen. Ausschnitt aus Tafel III in Nathanael Sendel: „Historia Succinorum...“ (1742)

Bereits in jungen Jahren muss Sendel sich mit Bernstein beschäftigt haben. Jedenfalls dominieren unter seinen wissenschaftlichen Arbeiten schon recht früh solche, die sich mit diesem Thema auseinandersetzen. Sendel reiste 1702 nach London, wo er die Naturaliensammlung von Hans Sloane kennenlernte, mit dem er auch einen Briefwechsel führte. Vermutlich hatte Sendel eine persönliche Bernsteinsammlung angelegt, die über Umwege später in die Sammlung von August dem Starken gelangte. Dieser wiederum besaß ein Naturalienkabinett, das er in den 20er Jahren des 18. Jahrhunderts von seinem Leibarzt Johann Heinrich Heucher unter Beteiligung von Nathanael Sendel neu ordnen ließ. Das daraus entstandene „Dresdener Bernsteinkabinett“ wurde Ende des 18. Jahrhunderts auf verschiedene Sammlungen aufgeteilt, von denen nur Teile erhalten sind. Die Beschreibung des „Dresdener Naturalienkabinetts“ wird als das Hauptwerk Sendels angesehen. Es gilt als Wegbereiter für die paläontologische Bernsteinforschung, obwohl Sendel sich der in antiken Schriften (Plinius d. Ä. und Tacitus) dargelegten Auffassung, dass Bernstein ein Baumharz und mithin organischen Ursprungs ist, nicht anschließen konnte, sondern die im Mittelalter weit verbreitete Vorstellung hatte, Bernstein entstehe in sedimentären Adern im Meeresboden (Agtsteinadern) aus Ölen und mineralischen Zusätzen. Noch im Todesjahr von Sendel setzte Michail Wassiljewitsch Lomonossow dieser Auffassung eine im Prinzip noch heute gültige naturwissenschaftliche Beschreibung der Entstehung von Bernstein entgegen, die richtungsweisend sein sollte.
1743 wurde er zum Mitglied der Leopoldina gewählt.

## Publikationen von Nathanael Sendel (Auswahl)
- Electrologiae per varia tentamina historica ac physica continuandae. 3 Teile, 1725 bis 1728.

In dieser Arbeit beschreibt Sendel unter anderem die Entstehung von Bernstein und seine Eigenschaften. Das Werk wurde noch zu seinen Lebzeiten ins Englische übersetzt.
- Historia succinorum corpora aliena involventium et naturae opere pictorum et caelatorum. Leipzig, 1742.

Beschreibung des Dresdener Naturalienkabinetts Augusts des Starken, der „Historia“ der Tiere, von Bernsteineinschlüssen, Naturformen und Artefakten.